# Metodo dei quattro angoli
Il metodo dei quattro angoli (cin. trad.: 四角號碼檢字法; cin. sempl.: 四角号码检字法; PY: Sìjiǎo hàomǎ jiǎnzìfǎ; GR: Syhjeau hawmaa jeantzyhfaa) è un sistema di indicizzazione dei caratteri cinesi basato sull'analisi dei tratti che li compongono. Fu ideato negli anni '20 da Wang Yunwu (cin. trad.: 王雲五; cin. sempl.: 王云五), redattore capo della Commercial Press Ltd. di Shanghai. Esso consiste nell'attribuire una cifra a ciascuno dei quattro angoli del quadrato immaginario in cui è inscritto ciascun carattere cinese. Ne deriva un codice a quattro cifre che consente di ricercare un carattere nei vocabolari ordinati secondo questo sistema o nei programmi di elaborazione testi che lo supportano.